# Cimpaba
Un cimpaba (parfois tshimphaaba ou chimpaba) est un couteau des Woyos de la République démocratique du Congo.

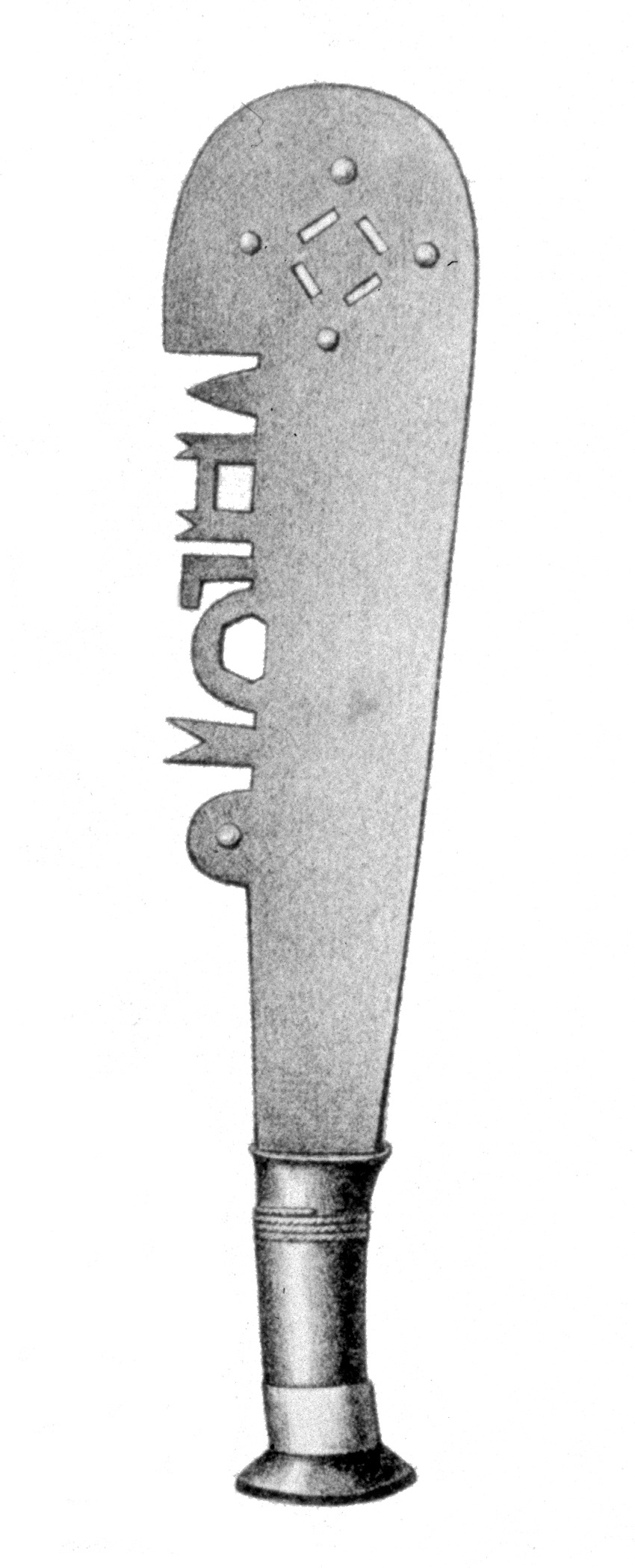
Cimpaba des Woyo

## Caractéristiques
Il s'agit avant tout d'un des symboles des dignitaires woyos. Il fait partie des insignes du pouvoir du Mangoyo (le roi). Sa forme est très particulière et ne peut être confondue avec aucun autre type de couteaux africains, le manche est souvent constitué de matières nobles comme l'ivoire. Il est aussi utilisé chez les ethnies Kacongo et Vili, dans la région du Muanda, sur le cours inférieur du Congo.